# Beate Hartinger-Klein

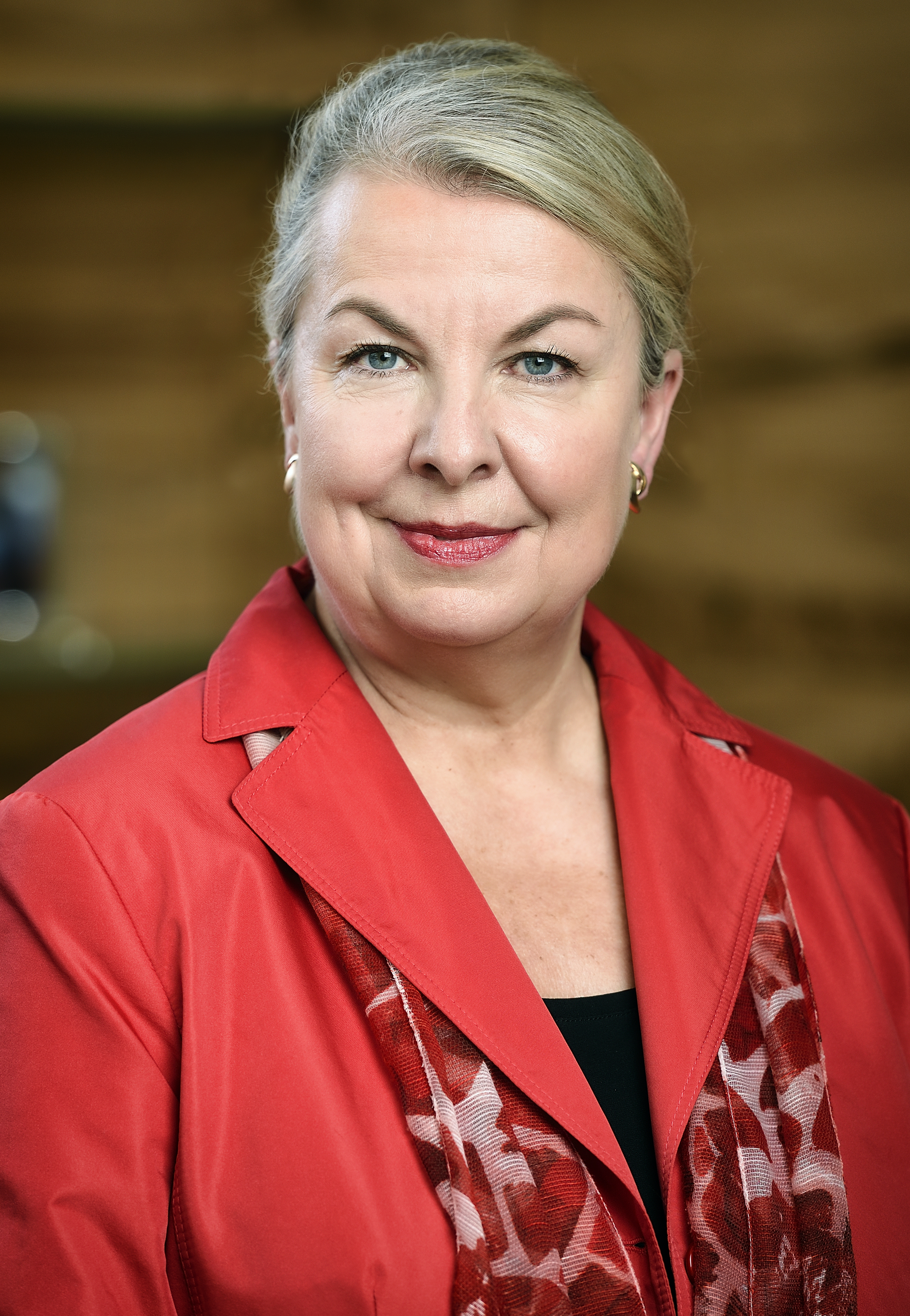
Beate Hartinger-Klein (2017)

Beate Hartinger-Klein (* 9. September 1959 in Graz als Beate Schnuderl) ist eine österreichische Managerin und Politikerin (FPÖ). Sie war von 1999 bis 2002 Abgeordnete zum Nationalrat. Von Jänner 2018 bis zum 22. Mai 2019 war sie Bundesministerin für  Arbeit, Soziales, Gesundheit und Konsumentenschutz der Republik Österreich.

## Ausbildung und Beruf
Beate Schnuderl wurde als Tochter des ÖBB-Vorstandes Alfred Schnuderl geboren. Von 1966 bis 1970 besuchte sie die Volksschule und im Anschluss ein Realgymnasium. 1974 wechselte sie an die Handelsakademie. Nach der Matura 1979 studierte Hartinger Sozial- und Wirtschaftswissenschaften an der Karl-Franzens-Universität Graz. 1984 schloss sie ihr Studium mit dem akademischen Grad Mag. rer. soc. oec. ab.
Sie arbeitete von 1984 bis 1985 als Steuerberaterkonzipientin und war 1986 als Organisatorin für die Firma Kastner & Öhler tätig. Danach wechselte sie zur Steiermärkischen Krankenanstalten GmbH, wo sie bis 1990 Bereichsleiterin der Internen Revision war und 1990 zur Stabsstellenleiterin für Controlling aufstieg. Zudem arbeitete Hartinger als Universitätslektorin an der Wirtschaftsuniversität Wien, der Universität Wien und an der Karl-Franzens-Universität Graz.
Beate Hartinger war von August 2003 bis März 2009 als Geschäftsführerin beziehungsweise ab 2005 stellvertretende Generaldirektorin Mitglied der Geschäftsführung und des Verbandsmanagements des Hauptverbandes der österreichischen Sozialversicherungsträger. Ihr Tätigkeitsbereich umfasste die vertraglichen Beziehungen der Sozialversicherung zu Ärzten, Apotheken, Medikamentenherstellern, internationale Angelegenheiten und Sozialversicherungsverträge, Dienstrecht, Ausbildung und Selbstverwaltung. Mit 1. April 2009 wechselte sie zu Deloitte Österreich. Sie arbeitete bei diesem Unternehmen als Geschäftsführerin im Bereich Healthcare Consulting.
Von April 2011 bis Dezember 2017 war sie selbstständig tätig. Mit 60 Jahren trat sie in den Ruhestand. 2021 gab sie als Zeugin vor Gericht als Beruf „Pensionistin und Studentin“ an, sie absolvierte ein Post-graduate-Studium an der Universität Wien, als Titel der Abschlussarbeit (Masterarbeit) war das Thema „Kollateralschäden der Pandemie im Gesundheitswesen“ geplant.
Am 10. Oktober 2013 erhielt sie mit dem Ehrenring der österreichischen Sozialversicherung die höchste Auszeichnung, welche die österreichische Sozialversicherung zu vergeben hat.
Im Jahr 2015 bewarb sie sich für die vakante Position des Generaldirektors der AUVA, die aber Helmut Köberl erhielt. Auch eine Beschwerde bei der Gleichbehandlungskommission änderte an der Bestellung Köberls nichts. Ihre Klage gegen die AUVA zog sie nach ihrer Angelobung als Ministerin im Jänner 2018 zurück.
Sie erlangte im Jänner 2023 die Sponsion zum Master of Arts (MA) des Post-graduate-Studiums Generale an der Uni Wien. Der Titel der Masterarbeit: „Corona-Governance in Pandemiezeiten, Perspektiven für die Gesundheitsversorgung mit Schwerpunkt Krankenhaus“. Dies wurde als Buch im Educa-Verlag 2023 veröffentlicht.

## Politischer Werdegang
Hartinger-Klein war von 1996 bis 1999 Abgeordnete zum steiermärkischen Landtag und ab 1999 Mitglied des Steiermärkischen Krankenanstaltenfonds (SKAFF). Sie vertrat die FPÖ zwischen dem 29. Oktober 1999 und dem 19. Dezember 2002 im Nationalrat. Ab Dezember 2017 gehörte sie der Bundesregierung Kurz I an. Sie wurde zur Bundesministerin für Arbeit, Soziales und Konsumentenschutz ernannt und mit der Leitung des Bundesministeriums für Gesundheit und Frauen betraut, bis das neue Bundesministeriengesetz in Kraft trat. Zwischen dem 8. Jänner 2018 und dem 22. Mai 2019 leitete sie das Bundesministerium für Arbeit, Soziales, Gesundheit und Konsumentenschutz.
Im Juli 2018 bewarb Hartinger-Klein bei einer Nationalratsdebatte den Zwölf-Stunden-Arbeitstag mit einem angeblich von Karl Marx stammenden Zitat:

„Abschließend, meine Damen und Herren von der Sozialdemokratie: Es war ein sehr berühmter Mann, der einmal Folgendes gesagt hat: ‘Freiheit ist ein Luxus, den sich nicht jedermann leisten kann.’ – Wissen Sie, wer das war? Sie sollten es eigentlich wissen. Es war Karl Marx. Und ich sage: Mit dieser Arbeitszeitflexibilisierung ab 1. September ist diese Freiheit für jeden Mann und jede Frau möglich.“

Tatsächlich stammt das Zitat von Otto von Bismarck.

## Politische Positionen

### Mindestsicherung
Hartinger-Klein trat 2018 für eine Kürzung der Mindestsicherung ein. In einem Fernsehinterview stellte sie fest, man könne von 150 Euro monatlich leben, wenn man die Wohnung finanziert bekomme. Für diese Aussage wurde Hartinger-Klein von oppositionellen Politikern kritisiert.

### Rauchverbot in der Gastronomie
Als ehemalige Gesundheitsministerin trat Hartinger-Klein gegen ein generelles Rauchverbot in der Gastronomie ein. Als Argument wurde von ihr vorgebracht: Durch ein Rauchverbot werde „den Gastwirten die Gastfreundlichkeit verboten“. Man dürfe Gäste nicht wegen „kleine[r] Schwächen maßregeln“. Auch sprach sich Hartinger-Klein gegen eine Volksabstimmung zum Thema Rauchverbot in Lokalen aus.

### Auflösung der Allgemeinen Unfallversicherungsanstalt
Hartinger-Klein war als Gesundheitsministerin auch für die Reformen der Sozialversicherungs-Anstalten zuständig. Im Regierungsprogramm von ÖVP und FPÖ wurde festgelegt, dass die Allgemeine Unfallversicherungsanstalt (AUVA) bis Ende des Jahres 2018 ein Konzept zur Einsparung von 500 Millionen Euro vorlegen müsse. Diese Einsparungen seien nötig, da der von den Unternehmen zu leistende Unfallversicherungsbeitrag von 1,3 auf 0,8 Prozent gesenkt werden solle. Schaffe es die AUVA bis Ende 2018 nicht, ein Sparkonzept von diesem Umfang vorzulegen, solle sie aufgelöst und in andere Sozialversicherungsträger überführt werden.
Bereits im April 2018 vermeldete Hartinger-Klein, dass sie nicht davon ausgehe, dass die AUVA weiterbestehen werde. Hartinger-Klein selbst hatte sich 2015 um den Posten als AUVA-Generaldirektorin beworben, aber keinen Zuschlag erhalten.
Nach den Ankündigungen der Gesundheitsministerin versammelte sich die Belegschaft der AUVA im Lorenz-Böhler-Unfallkrankenhaus in Wien, um gegen die Auflösung der Institution zu protestieren.

### Fusion der österreichischen Krankenkassen
Während der Amtszeit von Hartinger-Klein als Sozialministerin beschloss die schwarz-blaue Bundesregierung 2018, die Sozialversicherungsträger von 21 auf 5 zu verringern. In diesem Zusammenhang wurden für den Zeitraum 2020 bis 2023 Einsparungen von einer Milliarde Euro angekündigt. Tatsächlich kam es aber durch die Maßnahme nicht zu einer Kostensenkung, sondern zu Mehrkosten von 215 Millionen Euro bis Ende 2023. 2024 bezeichnete Hartinger-Klein die in Zusammenhang mit der Fusion angekündigte „Patientenmilliarde“ als „Marketinggag“, der bei ihr anfangs einen „Wutanfall“ ausgelöst habe. Die Reform der Krankenkassen verteidigte Hartinger-Klein als wichtig und richtig.

## Publikationen
- Soziale Sicherheit und zukünftige Herausforderungen, Politik und Gesundheit 4, Wien. (2024; hrsgg. gemeinsam mit Josef Souhrada und Lukas Stärker)
- Corona-Governance Österreich in Pandemiezeiten. Perspektiven für die Gesundheitsversorgung mit Schwerpunkt Krankenhaus, Wien. (2023)